# Virginia Slims of Boston 1976
Virginia Slims of Boston 1976  — жіночий тенісний турнір, що проходив на закритих кортах з килимовим покриттям Boston University Walter Brown Arena в Бостоні (США) в рамках Світової чемпіонської серії Вірджинії Слімс 1976. Турнір відбувся вчетверте і тривав з 22 березня до 28 березня 1976 року. Івонн Гулагонг Коулі здобула титул в одиночному розряді й отримала за це 15 тис. доларів США.

## Фінальна частина

### Одиночний розряд
Івонн Гулагонг Коулі —  Вірджинія Вейд 6–2, 6–0

### Парний розряд
Мона Шалло /  Енн Кійомура —  Розмарі Касалс /  Франсуаза Дюрр 3–6, 6–1, 7–5

## Примітка
1. ↑  John Dolan (2011). Women's Tennis 1968–84: the Ultimate Guide. Remous. с. 233, 238—239.
2. ↑  Virginia Slims of Boston is final warm-up for New York extravaganza (PDF). legacy.library.ucsf.edu. Virginia Slims World Championship Series.
3. ↑  Джон Барретт, ред. (1977). World of Tennis 1977 : a BP yearbook. London: Macdonald and Janes. с. 156, 158. ISBN 9780354090117.